# 沃倫 (阿肯色州)
沃倫（英語：Warren）是一個位於美國阿肯色州布拉德利縣的城市。根據2020年美國人口普查，該地人口為5453人，而該地的面積約為18.22平方千米。同時該地也是布拉德利縣的縣治。

## 地理
沃倫的座標為33°36′37″N 92°04′11″W / 33.61028°N 92.06972°W，而該地的平均海拔高度為67米（即220英尺）。